# Кросс-Лейк 19
Кросс-Лейк 19 (англ. Cross Lake 19) — індіанська резервація в Канаді, у провінції Манітоба, у межах невключеної частини переписної області №22.

## Населення
За даними перепису 2016 року, індіанська резервація нараховувала 1607 осіб, показавши скорочення на 8,2%, порівняно з 2011-м роком. Середня густина населення становила 66,8 осіб/км².
З офіційних мов обидвома одночасно володіли 5 жителів, тільки англійською — 1 595, а 10 — жодною з них. Усього 1010 осіб вважали рідною мовою не одну з офіційних, з них усі — одну з корінних мов.
Працездатне населення становило 46,5% усього населення, рівень безробіття — 36%.
Середній дохід на особу становив $22 176 (медіана $14 093), при цьому для чоловіків — $21 036, а для жінок $23 312 (медіани — $13 088 та $14 389 відповідно).
19,5% мешканців мали закінчену шкільну освіту, не мали закінченої шкільної освіти — 53%, 27,4% мали післяшкільну освіту, з яких 18,6% мали диплом бакалавра, або вищий.
| Статево-вікова структура населення | Статево-вікова структура населення | Статево-вікова структура населення | Статево-вікова структура населення | Статево-вікова структура населення |
| ---------------------------------- | ---------------------------------- | ---------------------------------- | ---------------------------------- | ---------------------------------- |
|                                    |                                    |                                    |                                    |                                    |
| Всього                             | Всього                             | 49,5%50,5%                         |                                    |                                    |
| 0 — 14 років                       | 0 — 14 років                       |                                    | 32,4%                              | 32,4%                              |
| 15 — 64 років                      | 15 — 64 років                      |                                    | 61,4%                              | 61,4%                              |
| 65 і більше                        | 65 і більше                        |                                    | 6,2%                               | 6,2%                               |
| 85 і більше                        | 85 і більше                        |                                    | 0,3%                               | 0,3%                               |
| Середній вік (років)               | Середній вік (років)               | 29,029,1                           | 29,1                               | 29,1                               |
| Медіана (років)                    | Медіана (років)                    | 25,723,5                           | 24,5                               | 24,5                               |
| — чоловіки — жінки                 |                                    |                                    |                                    |                                    |

| Походження мешканців:     | Походження мешканців:     | Походження мешканців: | Походження мешканців: | Походження мешканців: |
| ------------------------- | ------------------------- | --------------------- | --------------------- | --------------------- |
| Походження                |                           |                       | осіб                  | %                     |
| Корінні американці        | Корінні американці        |                       | 1 590                 | 99.69%                |
| Інше північноамериканське | Інше північноамериканське |                       | 0                     | 0%                    |
| Європейське               | Європейське               |                       | 35                    | 2.19%                 |
| британське                | британське                |                       | 30                    | 1.88%                 |

## Клімат
Середня річна температура становить -1,3°C, середня максимальна – 20,9°C, а середня мінімальна – -29°C. Середня річна кількість опадів – 481 мм.
| Клімат поселення                              | Клімат поселення | Клімат поселення | Клімат поселення | Клімат поселення | Клімат поселення | Клімат поселення | Клімат поселення | Клімат поселення | Клімат поселення | Клімат поселення | Клімат поселення | Клімат поселення | Клімат поселення |
| Показник                                      | Січ.             | Лют.             | Бер.             | Квіт.            | Трав.            | Черв.            | Лип.             | Серп.            | Вер.             | Жовт.            | Лист.            | Груд.            |                  |
| Середній максимум, °C                         | −17,2            | −13,01           | −5,86            | 4,36             | 12,76            | 19,40            | 20,90            | 20,56            | 12,78            | 5,94             | −4,73            | −15,55           |                  |
| Середня температура, °C                       | −23,1            | −18,91           | −11,74           | −1,54            | 6,87             | 13,52            | 17,40            | 17,08            | 9,30             | 2,47             | −8,2             | −19,01           |                  |
| Середній мінімум, °C                          | −28,97           | −24,79           | −17,64           | −7,44            | 0,97             | 7,63             | 13,98            | 13,62            | 5,85             | −1               | −11,67           | −22,48           |                  |
| Норма опадів, мм                              | 19               | 17               | 18               | 22               | 42               | 69               | 75               | 71               | 60               | 37               | 26               | 25               |                  |
| Середньомісячна швидкість вітру, м/с          | 3.70             | 3.70             | 3.80             | 4.04             | 4.00             | 3.90             | 3.70             | 3.70             | 4.00             | 4.10             | 3.90             | 3.60             |                  |
| Середньомісячна сонячна радіація, кДж/м²·день | 3222             | 6892             | 12468            | 17726            | 20731            | 21401            | 20692            | 16782            | 10690            | 5930             | 3133             | 2283             |                  |
| --------------------------------------------- | ---------------- | ---------------- | ---------------- | ---------------- | ---------------- | ---------------- | ---------------- | ---------------- | ---------------- | ---------------- | ---------------- | ---------------- | ---------------- |
| Джерело:                                      |                  |                  |                  |                  |                  |                  |                  |                  |                  |                  |                  |                  |                  |